# 주한 미군의 시설 목록
본 문서는 대한민국 내에 설치된 주한 미군의 시설 목록에 대하여 다루고 있다. 한국전쟁 이후 군사력 증강 차원에서 남한의 다양한 지역에 군사 관련 시설들이 설치되었다. 현재 주한미군은 우선적으로 폐쇄 후 대한민국 정부에 반환한 시설들을 제외하고, 현재 소유해서 사용 중인 시설은 여전히 미국의 주소를 부여하고 있다.

## 역사
1950년 6월 25일에 발발한 한국 전쟁으로 인해 주한 미군이 주둔하게 되면서 한반도 내의 남한 국토 각지에 각종 시설이 설치되었다. 이들은 사격장, 비행장, 정비창 등 다양한 목적을 갖고 건설되었다. 이러한 시설들은 베트남 전쟁과 냉전을 거치면서 주한미군의 축소, 즉 조직 감축과 재편성에 따라 설치와 폐쇄를 반복하였다. 그리고 남한의 군사력이 점차 현대화 및 고도화되면서 한국군 자체의 능력이 증가함에 따라, 주한미군의 시설 또한 하나 둘 한국에 반환되기 시작하였다. 대표적으로 참여정부 시절, 2002년에 체결된 대한민국과 미국 간의 한미연합토지관리계획(영어: Land Partnership Plan; LPP)에 따라 많은 주한 미군의 기지와 훈련장이 반환되었다. 이 시기에 본격적으로 서울특별시 용산구에 있는 용산기지의 반환 등이 논의되었으며, 전국적으로 파편화되어 있는 미군의 시설이 하나 둘 씩 반환되기 시작하였다.
2016년 12월까지 동두천시, 의정부시, 서울특별시에 있는 주한 미군은 주둔하고 있는 해당 지역의 시설을 반환하고 평택시의 캠프 험프리스로 옮겨갈 예정이었으나, 2017년으로 미뤄졌다. 캠프 험프리스에 수용할 수 있지만 기지 이전은 행정적으로 처리할 문제가 방대하다. 특히 동두천시에 있는 기지는 조선민주주의인민공화국의 장사정포를 견제하는 제210야전포병여단의 임무를 대한민국 육군에서 맡을 수 있을 때까지 2020년까지 보류될 수 있다고 제8군 사령관 버나드 샴포 중장은 밝혔다. 북한의 위협이 존재하는 가운데, 동두천 및 용산기지의 반환에 대하여 일부 부정적인 시각이 존재한 것도 사실이다. 2020년에는 주한미군사령부, 유엔사령부가 평택으로 완전히 이전되었다. 2023년 윤석열 정부가 출범하고 기존 청와대에서 대통령실로 이전함에 따라, 용산기지 반환이 가속도를 붙이고 진행되고 있다. 또한 인천광역시 부평구 소재 캠프 마켓이 완전히 반환되는 등, 성과가 조금씩 드려나고 있다.

## 배치 지역
아래는 주한 미군의 지역별 배치 구분이다.
- Area I: USAG 레드 클라우드
- Area II: USAG 용산
- Area III: USAG 험프리스
- Area IV: USAG 대구
- Area V: 오산 공군기지
- Area VI: 군산공항

### 육군
- USAG 레드 클라우드/제1지역(Camp Red Cloud/USAG Red Cloud) -  경기도 의정부시 녹양동, 2017년 반환
  - 캠프 보니파스(Camp Bonifas) - 경기도 파주시 문산읍, 2004년 반환, 한미 합동 기지
  - 캠프 스탠리(Camp Stanly) - 경기도 의정부시 용현동, 2017년 반환
  - 캠프 잭슨(Camp Jackson) - 경기도 의정부시 호원동, 2017년 반환
  - USAG 케이시 엔클레이브(Camp Casey/USAG Casey Enclave) - 경기도 동두천시, 미확정
    - 캠프 캐슬(Camp Castle) - 경기도 동두천시, 2013년 반환
    - 캠프 호비(Camp Hovey) - 경기도 동두천시, 미확정
- USAG 용산/제2지역(USAG Yongsan) - 서울특별시 용산구 용산동, 2017년 반환
  - CP 탱고(CP TANGO) - 경기도 성남시, 2016년 반환
  - 캠프 코이너(Camp Conier) - 용산 기지 북쪽, 2016년 반환
  - 캠프 킴(Camp Kim) - 용산 기지 북서쪽, 2016년 반환
  - 성남 K-16 비행장 - 경기도 성남시 심곡동
  - 메디슨 사이트 - 경기도 수원시 광교산[4] - 2016년 반환
- USAG 험프리스/제3지역(Camp Humphreys/USAG Humphreys) - 경기도 평택시 팽성읍
- USAG 대구/제4지역(USAG Daegu)
  - 캠프 캐럴(Camp Carroll) - 경상북도 칠곡군 왜관읍
  - 캠프 워커(Camp Walker/H805) - 대구광역시 남구 대명5동
    - CP 오스카(CP OSCAR) - 캠프 워커 내부

  - 캠프 조지(Camp George) - 대구광역시 남구 봉덕2동
  - 캠프 헨리(Camp Henry) - 대구광역시 남구 이천동
- 군산 차량 터미널 사이트(Kunsan Pol Terminal Site) - 전북특별자치도 군산시
- 부산 저장소(Pusan Storage Center) - 부산광역시 동구 범일동, 반환 및 철거 예정.
  - 진해해군병기탄약창 - 경상남도 창원시 진해구 일대
  - 8번 부두(Pier #8) - 지상전개배급사령부(SDDC) 터미널, 부산광역시 동구 우암동, 감만1동

### 해군
- 포항 비행장 - 경상북도 포항시 남구 동해면 도구리
- 진해 함대 지원 부대(영어: Commander Fleet Activities Chinhae) - 경상남도 창원시 진해구
- 부산 해군기지 - 부산광역시 남구 용호동
- 미국 해군 저장시설 - 부산광역시 동구 우암동 8번 부두

### 공군
- 오산 공군기지(Osan AB) - 경기도 평택시 신장동
  - 김해 COB
  - 대구 COB
  - 수원 COB
  - 청주 COB
- 군산 공군 기지(Kunsan AB) - 전북특별자치도 군산시 옥서면
  - 광주 COB

### 해병대
- 캠프 무적(Camp Mu-Juk) - 경상북도 포항시

### 훈련 시설
- 김볼스 총포 훈련지(Gimbols Gun Tranining Area)
- 군리 사격장(Koon-ri Range) - 매향리, 2006년 반환
- 나이트메어 사격장(Nightmare Range)
- 바요넷 훈련지(Bayonet Tranining Area)
- 블스 아이 #1(Bull's Eye #1)
- 블스 아이 #2(Bull's Eye #2)
- 워리어 베이스(Warrior Base)
- 웰킨스 사격장(Waktins Range)
- 용평 인디언헤드 훈련소(Yong Pyong Indianhead Training Center)
- 직도 사격장(Chik-do Range)
- 로드리게스 실사격장(Rodriguez live Fire Complex), 포천시
- 화악산 이븐리치(Haaksan Evenrich) - 항공훈련단 관할, 1999년 이후 기지 구조 보고서에서 사라짐.
- KOTAR(Korean Tactical Range)

## 이전
폐쇄, 혹은 대한민국으로 반환된 시설이다. 한국어 자음 기준 아래내림 순으로 정리하였다.
- 경기도
  - 동두천시
    - 캠프 님블(Camp Nimble) - 2006년 폐쇄.

  - 양주시
    - 캠프 광사리(Camp Kwangsa-Ri) - 2005년 반환.
    - 캠프 모빌(Camp Mobile/H220 Heliport) - 2008년 폐쇄, 2016년 반환.

  - 용인시
    - 캠프 용인(Camp Yongin) - 2004년 폐쇄.

  - 의정부시
    - 캠프 라과디아(Camp La Guadia) - 2007년 반환.
    - 캠프 시어스(Camp Sears) - 2006년 폐쇄, 2011년 반환.
    - 캠프 에세이욘(Camp Essayons) - 2006년 폐쇄.
    - 캠프 카일(Camp Kyle) - 2005년 폐쇄, 2007년 반환.
    - 캠프 폴링 워터(Camp Falling Water) - 2006년 7월 1일 반환

  - 파주시
    - 캠프 게리 오웬(Camp Garry Owen) - 2004년 반환.
    - 캠프 그리브스(Camp Greaves) - 2004년 반환.
    - 캠프 스텐톤(Camp Stanton/H-112) - 2004년 폐쇄.
    - 캠프 에드워즈(Camp Edwards) - 2004년 폐쇄.
    - 캠프 자이언트(Camp Giant) - 2004년 반환.
    - 캠프 찰리블럭(Camp Charlie Block) - 2007년 반환.
    - 캠프 키티호크(Camp Kitty Hawk) - 구 리버티 벨 기지/보니파스 동쪽 기지, 2004년 반환.
    - 캠프 펠햄(Camp Pelham)[5][6]-2004년 반환.
    - 캠프 하워즈(Camp Howze) - 2006년 반환.
    - 파평산 관제소 - 1991년 반환.

  - 포천시
    - 캠프 카이저(Camp Kaiser) - 1966년 폐쇄. 1970년 11월 14일 반환.

  - 하남시
    - 캠프 콜번(Camp Colbern) - 2005년 폐쇄. 2008년 반환.

- 강원특별자치도

- 원주시
  - 캠프 이글(Camp Eagle) - 2010년 6월 4일 폐쇄.
  - 캠프 롱(Camp Long) - 2010년 6월 4일 폐쇄.
- 춘천시
  - 캠프 페이지(Camp Page) - 2005년 반환.

- 인천광역시
  - 캠프 마켓(Camp Market) - 2002년 폐쇄, 2017년 부분 반환. 2023년 완전 반환.[7]

- 부천시
  - 캠프 머셔(Camp Mercer) - 1990년 폐쇄, 1992년 반환.
- 서울시
  - 아리랑택시 - 2003년 12월 30일 반환.
  - 캠프 그레이(Camp Gray Annex) - 1992년 폐쇄 및 2007년 5월 31일 반환[8]
  - 캠프 모스(Camp Morse) - 2006년 폐쇄(미반환)
  - 캠프 이즈벨
- 대전광역시
  - 캠프 에임스(Camp Ames) - 1991년 반환.

- - 김천시
    - 캠프 살렘(Camp Salem) - 2011년 반환.
- 대구광역시
  - 군위군
    - 팔공산 통신소 - 1990년 반환.

  - 성서기지 - 1992년 폐쇄
  - 최정산 위성추적관측소(Choejungsan GEODSS) - 1993년 폐쇄. 1994년 반환.
- 경상남도
  - 양산시
    - 캠프 브룩클린 힐(Camp Brooklyn Hill)
- 부산광역시
  - 수영비행장 - 1998년 반환.
  - 캠프 하야리아(Camp Hialeah) - 2006년 8월 10일 폐쇄, 2010년 1월 27일 부산광역시에 반환. 이후 개발지구화로 재개발을 통해 부산시민공원이 되었음.
- 제주도
  - 캠프 맥냅(Camp McNab) - 2005년 3월 21일 반환.

## 같이 보기
- 주한 미군
- 주일 미군
- 주일 미군의 시설 목록